# Frank McCormack
Frank McCormack (Plymouth (Massachusetts), 28 mei 1969) was een Amerikaanse wielrenner. Zijn broer Mark was ook wielrenner.

## Overwinningen
1993
- 3e etappe Killington Stage Race

1994
- Eindklassement Fitchburg Longsjo Classic

1995
- Eindklassement Killington Stage Race
- Norwes Cup

1996
- Amerikaans kampioen veldrijden

1997
- 2e etappe Killington Stage Race
- Aalter
- 2e, 4e en 7e etappe Ronde van Langkawi
- Thrift Drug Classic

1998
- Eindklassement Fitchburg Longsjo Classic
- Eindklassement International Cycling Classic
- 3e etappe en eindklassement Ronde van Japan
- Amerikaans kampioen veldrijden

1999
- Proloog Ster der Beloften

2000
- Northampton

2001
- Eindklassement Nature Valley Grand Prix
- Plymouth

2003
- 3e etappe Tour de White Rock

## Resultaten in voornaamste wedstrijden
| Jaar |  | WK op de weg |
| ---- |  | ------------ |
| 1997 |  | 70e          |